# Coivrel
Coivrel est une commune française située dans le département de l'Oise en région Hauts-de-France. Ses habitants sont appelés les Coivrillons et les Coivrillonnes.

## Géographie

### Description
Coivrel est une commune rurale du Plateau picard dans le nord de l'Oise, limitrophe de Maignelay-Montigny située à 11 km au sud de Montdidier, 62 km au sud-ouest de Saint-Quentin, 25 km au nord-ouest de Compiègne et à 36 km au nord-est de Beauvais.
Au début du XIXe siècle, Louis Graves indiquait que le « territoire de Coivrel comprend, une plaine à périmètre presque ovale, et une butte centrale, du, plateau de laquelle le chef--lieu domine tout le pays. Il n'y a point d'eau courante dans son étendue, mais les pentes du coteau donnent naissance à quelques sources »
|                    | Godenvillers          | Tricot     |
| Maignelay-Montigny | Coivrel               |            |
|                    | Saint-Martin-aux-Bois | Montgérain |

### Géologie et relief
La "butte de Coivrel est une masse de sable traversée par quelques lits d'argile plastique à lignite pyriteux : la colline présente sur ses bords les découpures arrondies des coteaux tertiaires. Le sable est, en général, de couleur vert jaunâtre ou jaune mêlé de grains verts : il contient des blocs isolés de grès blanc lustré, coquiller brun à écorce rougeâtre ; quelques fragments sont très ferrugineux. Le lignite est apparent sur la pente orientale de la butte, où on l'exploite : il consiste en plusieurs lits terreux alternant avec des argiles jaunâtres et grises et recouverts d'un banc de coquilles lacustres ou littorales.

### Hydrographie
La commune est traversée par la ligne de partage des eaux entre les bassins hydrographiques Artois-Picardie et Seine-Normandie. Elle n'est drainée par aucun cours d'eau.

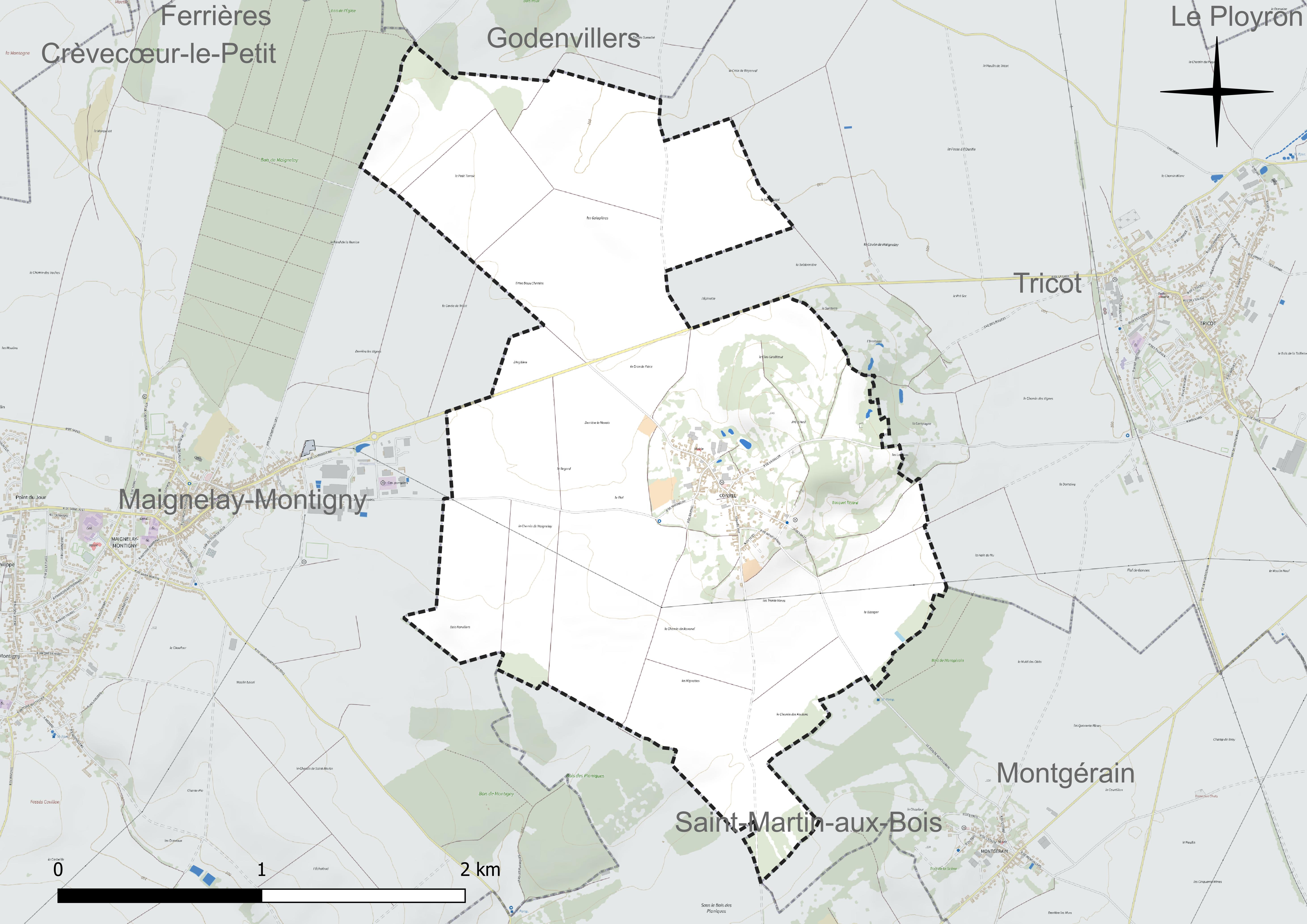
Réseau hydrographique de Coivrel.

### Climat
Pour des articles plus généraux, voir Climat des Hauts-de-France et Climat de l'Oise.
En 2010, le climat de la commune est de type climat océanique dégradé des plaines du Centre et du Nord, selon une étude du CNRS s'appuyant sur une série de données couvrant la période 1971-2000. En 2020, Météo-France publie une typologie des climats de la France métropolitaine dans laquelle la commune est exposée à un climat océanique et est dans la région climatique Nord-est du bassin Parisien, caractérisée par un ensoleillement médiocre, une pluviométrie moyenne régulièrement répartie au cours de l'année et un hiver froid (3 °C).
Pour la période 1971-2000, la température annuelle moyenne est de 10,2 °C, avec une amplitude thermique annuelle de 14,3 °C. Le cumul annuel moyen de précipitations est de 690 mm, avec 11,2 jours de précipitations en janvier et 7,9 jours en juillet. Pour la période 1991-2020, la température moyenne annuelle observée sur la station météorologique la plus proche, située sur la commune de Godenvillers à 4 km à vol d'oiseau, est de 11,1 °C et le cumul annuel moyen de précipitations est de 701,9 mm,. Pour l'avenir, les paramètres climatiques de la commune estimés pour 2050 selon différents scénarios d'émission de gaz à effet de serre sont consultables sur un site dédié publié par Météo-France en novembre 2022.
| Mois                                  | jan.             | fév.             | mars           | avril         | mai           | juin            | jui.           | août          | sep.          | oct.        | nov.            | déc.           | année      |
| ------------------------------------- | ---------------- | ---------------- | -------------- | ------------- | ------------- | --------------- | -------------- | ------------- | ------------- | ----------- | --------------- | -------------- | ---------- |
| Température minimale moyenne (°C)     | 1,1              | 1                | 2,6            | 4,3           | 7,7           | 10,6            | 12,5           | 12,4          | 9,8           | 7,3         | 4               | 1,7            | 6,3        |
| Température moyenne (°C)              | 3,9              | 4,5              | 7,4            | 10,2          | 13,7          | 16,8            | 19             | 18,9          | 15,6          | 11,7        | 7,3             | 4,4            | 11,1       |
| Température maximale moyenne (°C)     | 6,6              | 8                | 12,2           | 16,2          | 19,8          | 22,9            | 25,4           | 25,5          | 21,5          | 16,1        | 10,5            | 7              | 16         |
| Record de froid (°C) date du record   | −21,5 17.01.1985 | −13,1 18.02.1969 | −11 08.03.1971 | −4,5 07.04.13 | −2 03.05.1967 | −0,5 01.06.1975 | 3,3 05.07.1964 | 2 28.08.1974  | −2 25.09.1972 | −5 29.10.03 | −9,5 23.11.1998 | −15 31.12.1970 | −21,5 1985 |
| Record de chaleur (°C) date du record | 15,1 09.01.15    | 19,9 27.02.19    | 26,5 31.03.21  | 29 20.04.18   | 32 28.05.17   | 37,6 27.06.11   | 43 25.07.19    | 40,4 06.08.03 | 36,5 15.09.20 | 30 01.10.11 | 21,4 01.11.14   | 16,5 17.12.15  | 43 2019    |
| Précipitations (mm)                   | 59               | 49,5             | 49,3           | 45,9          | 61,3          | 59,9            | 60,5           | 64            | 50,2          | 63,2        | 60,4            | 78,7           | 701,9      |

## Urbanisme

### Typologie
Au 1er janvier 2024, Coivrel est catégorisée commune rurale à habitat dispersé, selon la nouvelle grille communale de densité à sept niveaux définie par l'Insee en 2022.
Elle est située hors unité urbaine et hors attraction des villes,.

### Occupation des sols
L'occupation des sols de la commune, telle qu'elle ressort de la base de données européenne d'occupation biophysique des sols Corine Land Cover (CLC), est marquée par l'importance des territoires agricoles (92,6 % en 2018), une proportion identique à celle de 1990 (92,6 %). La répartition détaillée en 2018 est la suivante :
terres arables (79 %), zones agricoles hétérogènes (13,6 %), zones urbanisées (5,4 %), forêts (1,9 %). L'évolution de l'occupation des sols de la commune et de ses infrastructures peut être observée sur les différentes représentations cartographiques du territoire : la carte de Cassini (XVIIIe siècle), la carte d'état-major (1820-1866) et les cartes ou photos aériennes de l'IGN pour la période actuelle (1950 à aujourd'hui).

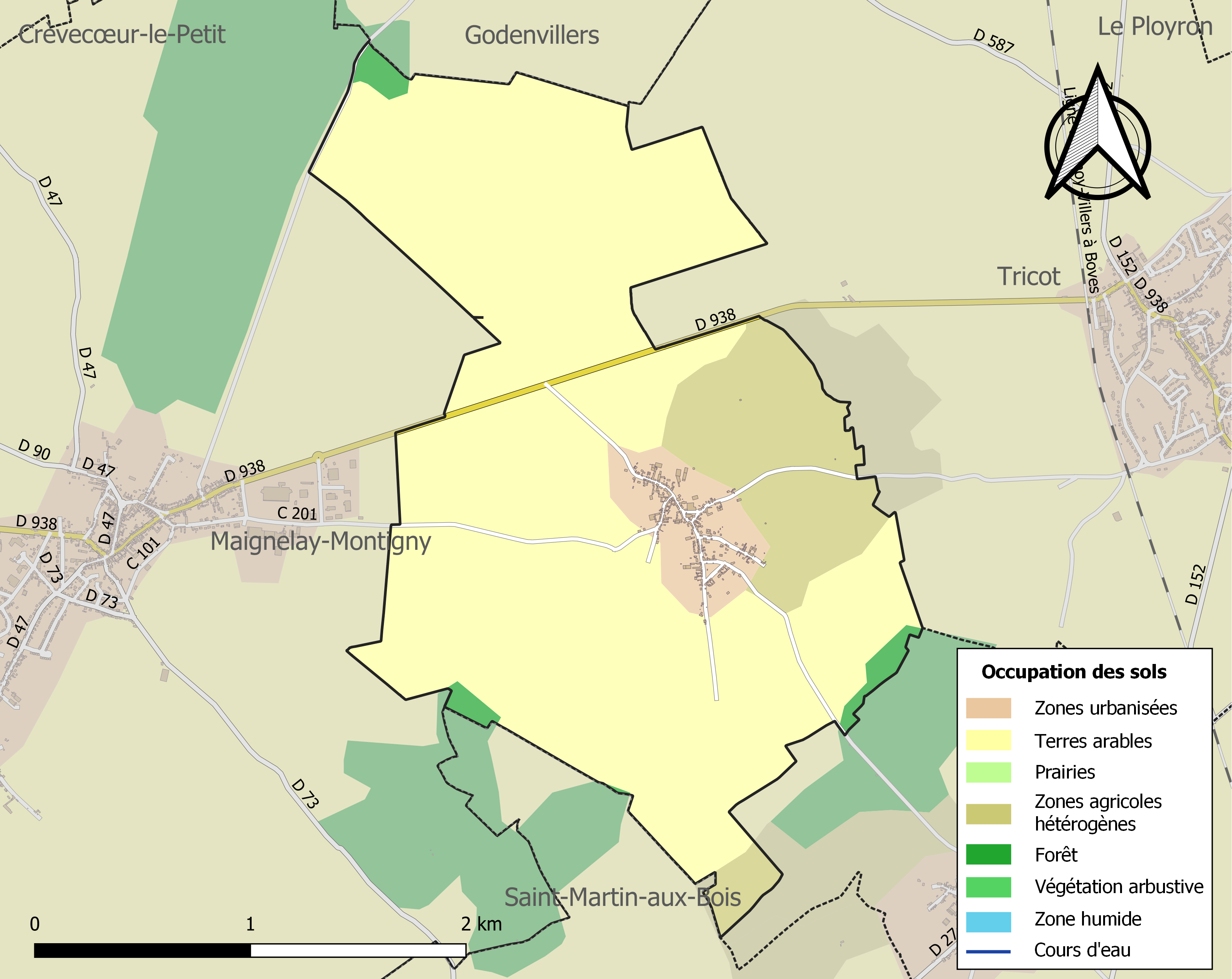
Carte des infrastructures et de l'occupation des sols de la commune en 2018 (CLC).

### Habitat et logement
En 2018, le nombre total de logements dans la commune était de 119, alors qu'il était de 115 en 2013 et de 113 en 2008.
Parmi ces logements, 88,2 % étaient des résidences principales, 5,9 % des résidences secondaires et 5,9 % des logements vacants. Ces logements étaient pour 99,2 % d'entre eux des maisons individuelles et pour 0,8 % des appartements.
Le tableau ci-dessous présente la typologie des logements à Coivrel en 2018 en comparaison avec celle de l'Oise et de la France entière. Une caractéristique marquante du parc de logements est ainsi une proportion de résidences secondaires et logements occasionnels (5,9 %) supérieure à celle du département (2,5 %) et à celle de la France entière (9,7 %). Concernant le statut d'occupation de ces logements, 82,9 % des habitants de la commune sont propriétaires de leur logement (82,8 % en 2013), contre 61,4 % pour l'Oise et 57,5 pour la France entière.
| Typologie                                               | Coivrel | Oise | France entière |
| ------------------------------------------------------- | ------- | ---- | -------------- |
| Résidences principales (en %)                           | 88,2    | 90,4 | 82,1           |
| Résidences secondaires et logements occasionnels (en %) | 5,9     | 2,5  | 9,7            |
| Logements vacants (en %)                                | 5,9     | 7,1  | 8,2            |

### Voies de communication et transports
L'ancienne route nationale 38 (actuelle RD 938) reliant Beauvais à Noyon, passe au nord du village. La station de chemin de fer la plus proche est la gare de Tricot, desservie par des trains TER Hauts-de-France qui effectuent des missions entre les gares Amiens et de Compiègne.
La commune est desservie, en 2023, par les lignes 6309 et 6328 du réseau interurbain de l'Oise.

## Toponymie
Le nom de la localité est attesté sous les formes Cuiebria (1123) ; Coivre (1123) ; Everaudi de cuivre (1147) ; Petrus de Cuioverel (1190) ; eccl. de Coevrello (1190) ; Cuevre (1219) ; apud cuiverel in castellania montis desiderii (vers 1210) ; Coivreel (1234) ; Couvreel (1237) ; Cuiovreel (XIIIe) ; Robertus de cuiovrel (XIIIe) ; apud Cuivreel (XIIIe) ; Coyvrel (XIIIe) ; Coivrel (1500) ; Coevrel (vers 1560) ; Coyvre (1667) ; Coÿvrel (XVIIIe).
Peut-être du gaulois *cob-o-briga « château-fort de la victoire », qui avait dû donner *Cœuvre, auquel a été adjoint le suffixe diminutif -el.

## Histoire
Au XVIe siècle, Coivrel dépend du duché-pairie d'Halluin.
Un manoir seigneurial, fortifié, dont il ne subsiste aucune trace, se trouvait au nord du village.
Sous l'Ancien Régime, Coivrel relevait de la généralité d'Amiens, de l'élection ou subdélégation de Montdidier. La paroisse faisait partie du bailliage de Vermandois, puis, au démembrement de ce dernier, vers 1516, du bailliage de
Montdidier. Les justiciables y étaient jugés suivant la coutume de Péronne qui différait de celles de Beauvais, de Senlis ou d'Amiens, différences qui compliquaient les procès déjà si longs à l'époque. Les habitants relevaient du gouvernement de Picardie et, depuis 1420, du gouvernement particulier de Péronne, Roye et Montdidier.
Pendant la Révolution française, 17 parcelles ayant appartenu à la paroisse sont vendues comme biens nationaux, ainsi que quelques terres ayant appartenu au duc de la Rochefoucault-Liancourt après son émigration.
En 1839, la commune était propriétaire du presbytère et d'une promenade plantée sur la grande place. On y trouvait une cendrière, une briqueterie et un moulin à vent. De nombreuses femmes vivaient de la couture des gants de peau, activité introduite dans le canton en 1828, et une partie de la population travaillait dans les bois voisins. La cendrière permettait l'exploitation de cendres pyriteuses utilisées comme engrais et avait été concédée en 1808 à M. Lancry puis, en 1824, à M. Marty. L'exploitation s'étendait alors sur 5 hectares, employait 35 hommes, 7 femmes et 4 enfants qui produisaient 14 000 hectolitres d'engrais utilisés dans les communes avoisinantes. Cette activité, après avoir cessé, est reprise en 1892, exploitant une veine de 2,5 m d'épaisseur située vers 7 à 8 m de profondeur. L'entreprise produisait également du sable et de l'argile à poterie. Deux autres sablières étaient également exploitées en 1909.
L'activité de Coivrel était facilitée par deux gares situées à 3 km du village : celle de Maignelay-Montigny, sur la ligne de Saint-Just-en-Chaussée à Douai et la gare de Tricot sur celle d'Ormoy-Villers à Boves. 37 personnes avaient des ruches qui produisaient de la cire et du miel vendus à des marchands habitant hors de la commune.,
En 1909, l'activité agricole était effectuée par 18 cultivateurs, dont l'un cultivait 150 hectares, quatre de 20 à 40 hectares et les autres moins de 20 hectares. La plupart détenaient au moins une partie de leurs terres dans le cadre d'un bail rural. Les cultures, principalement exploitées en assolement triennal comprenaient blé, avoine et prairies artificielles ou betteraves. La production de pommes et de poiriers complétait l'activité agricole et permettait la fabrication de cidre et de poiré. En 1899, on comptait au village 78 chevaux, 9 ânes et 200 vaches, et, en 1900, environ 500 moutons ainsi qu'environ 70 porcs,

Coivrel pendant la Première Guerre mondiale
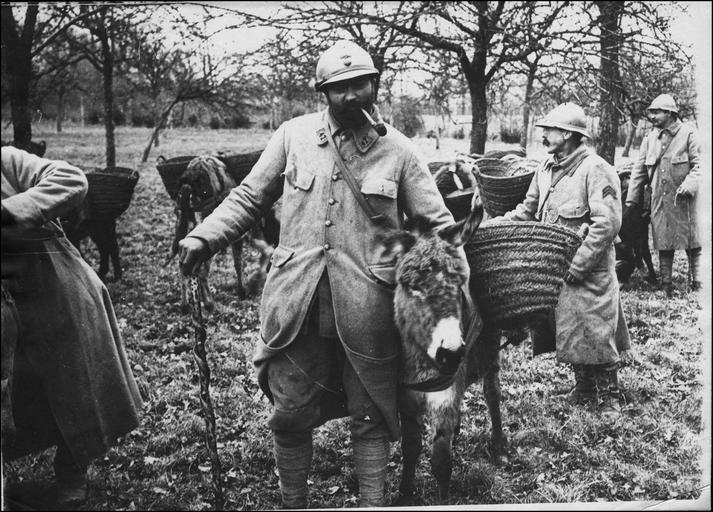
Ânes des tranchées en 1917
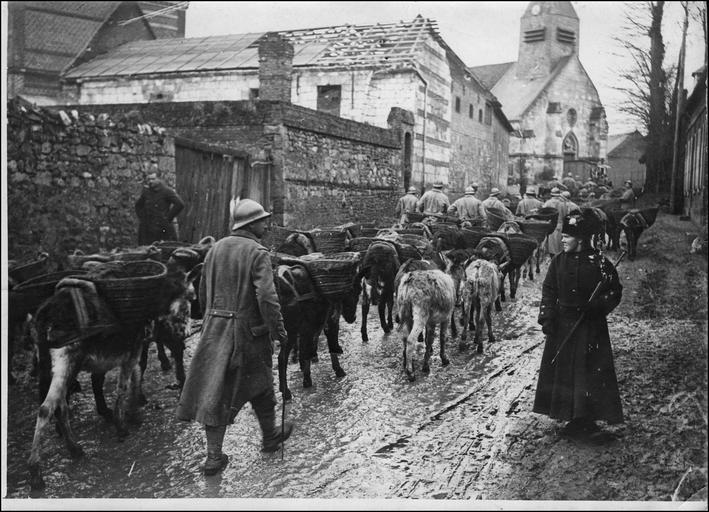
Ânes des tranchées dans les rues de Coivrel
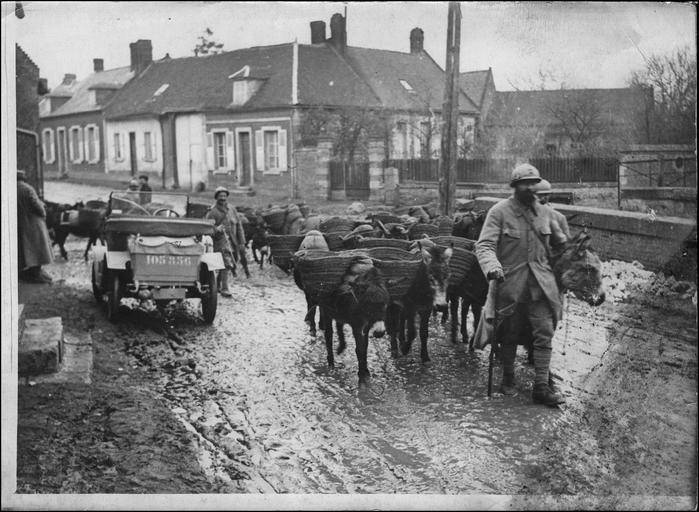
Ânes des tranchées et leur chargement

## Politique et administration

### Rattachements administratifs et électoraux

#### Rattachements administratifs
La commune se trouve depuis 1942 dans l'arrondissement de Compiègne du département de l'Oise.
Elle faisait partie depuis 1801 du canton de Maignelay-Montigny. Dans le cadre du redécoupage cantonal de 2014 en France, cette circonscription administrative territoriale a disparu, et le canton n'est plus qu'une circonscription électorale.

#### Rattachements électoraux
Pour les élections départementales, la commune fait partie depuis 2014 du canton d'Estrées-Saint-Denis
Pour l'élection des députés, elle fait partie de la première circonscription de l'Oise.

### Intercommunalité
Coivrel est membre de la communauté de communes du Plateau Picard, un établissement public de coopération intercommunale (EPCI) à fiscalité propre créé fin 1999 et auquel la commune a transféré un certain nombre de ses compétences, dans les conditions déterminées par le code général des collectivités territoriales.

### Liste des maires
| Période                                  | Période                       | Identité          | Étiquette | Qualité                                       |
| ---------------------------------------- | ----------------------------- | ----------------- | --------- | --------------------------------------------- |
| Les données manquantes sont à compléter. |                               |                   |           |                                               |
| 9 novembre 1834                          |                               | Jules Masson      |           | cultivateur                                   |
| 20 août 1848                             |                               | Charles Balligny  |           | propriétaire                                  |
| 1870                                     |                               | Louis Cappon      |           | cultivateur                                   |
| 14 mai 1871                              |                               | Maxime Boucher    |           | propriétaire, démissionnaire                  |
| 4 février 1873                           |                               | Xavier Masson     |           | cultivateur, démissionnaire                   |
| 17 janvier 1880                          |                               | Alphonse Balny    |           | cultivateur, maire par intérim                |
| 30 janvier 1881                          |                               | Louis Cappon      |           | rentier                                       |
| 18 mars 1884                             |                               | François Lemaire  |           | démissionnaire                                |
| 13 août 1884                             |                               | Xavier Masson     |           | cultivateur, maire par intérim                |
| 5 juillet 1885                           |                               | François Lemaire  |           |                                               |
| 14 octobre 1888                          |                               | Xavier Masson     |           | cultivateur                                   |
| 15 mai 1892                              |                               | François Lemaire  |           | rentier, démissionnaire                       |
| 12 novembre 1896                         |                               | Alphonse Balny    |           | cultivateur                                   |
| 17 mai 1896                              |                               | Xavier Masson     |           | cultivateur                                   |
| 16 mai 1912                              |                               | Louis Hubler      |           |                                               |
| 11 décembre 1919                         |                               | Charles Trioux    |           |                                               |
| 13 février 1928                          |                               | Henri Oger        |           |                                               |
| 16 mai 1929                              |                               | Henri Lefebvre    |           |                                               |
| 11 octobre 1930                          |                               | Emile Hannesse    |           |                                               |
| 9 mai 1938                               |                               | Ferdinand Balny   |           |                                               |
| 1945                                     |                               | Albert Lherminier |           |                                               |
| 1947                                     |                               | Ferdinand Balny   |           |                                               |
| 1953                                     |                               | Jacques Sant      |           |                                               |
| 1963                                     |                               | Cyrille Delormel  |           |                                               |
| 1971                                     |                               | Marcel Lherminier |           |                                               |
| 1983                                     |                               | Paul Boulland     |           | agriculteur                                   |
| 1989                                     | En cours (au 2 décembre 2021) | Aline Larue       | UMP       | agricultrice Réélue pour le mandat 2020-2026, |

## Population et société

### Démographie

#### Évolution démographique
L'évolution du nombre d'habitants est connue à travers les recensements de la population effectués dans la commune depuis 1793. Pour les communes de moins de 10 000 habitants, une enquête de recensement portant sur toute la population est réalisée tous les cinq ans, les populations de référence des années intermédiaires étant quant à elles estimées par interpolation ou extrapolation. Pour la commune, le premier recensement exhaustif entrant dans le cadre du nouveau dispositif a été réalisé en 2008.

En 2022, la commune comptait 245 habitants, en évolution de −3,92 % par rapport à 2016 (Oise : +0,87 %, France hors Mayotte : +2,11 %).
| 1793 | 1800 | 1806 | 1821 | 1831 | 1836 | 1841 | 1846 | 1851 |
| ---- | ---- | ---- | ---- | ---- | ---- | ---- | ---- | ---- |
| 210  | 395  | 428  | 388  | 417  | 429  | 399  | 415  | 427  |

| 1856 | 1861 | 1866 | 1872 | 1876 | 1881 | 1886 | 1891 | 1896 |
| ---- | ---- | ---- | ---- | ---- | ---- | ---- | ---- | ---- |
| 393  | 378  | 352  | 326  | 348  | 341  | 345  | 342  | 312  |

| 1901 | 1906 | 1911 | 1921 | 1926 | 1931 | 1936 | 1946 | 1954 |
| ---- | ---- | ---- | ---- | ---- | ---- | ---- | ---- | ---- |
| 290  | 268  | 254  | 265  | 240  | 237  | 207  | 223  | 176  |

| 1962 | 1968 | 1975 | 1982 | 1990 | 1999 | 2006 | 2008 | 2013 |
| ---- | ---- | ---- | ---- | ---- | ---- | ---- | ---- | ---- |
| 206  | 193  | 166  | 168  | 223  | 232  | 251  | 256  | 253  |

| 2018 | 2022 | - | - | - | - | - | - | - |
| ---- | ---- | - | - | - | - | - | - | - |
| 248  | 245  | - | - | - | - | - | - | - |

#### Pyramide des âges
La population de la commune est relativement jeune.
En 2018, le taux de personnes d'un âge inférieur à 30 ans s'élève à 35,0 %, soit en dessous de la moyenne départementale (37,3 %). À l'inverse, le taux de personnes d'âge supérieur à 60 ans est de 22,2 % la même année, alors qu'il est de 22,8 % au niveau départemental.
En 2018, la commune comptait 118 hommes pour 130 femmes, soit un taux de 52,42 % de femmes, légèrement supérieur au taux départemental (51,11 %).
Les pyramides des âges de la commune et du département s'établissent comme suit.
| Hommes | Classe d’âge | Femmes |
| ------ | ------------ | ------ |
| 2,5    | 90 ou +      | 2,3    |
| 5,1    | 75-89 ans    | 8,5    |
| 10,2   | 60-74 ans    | 15,4   |
| 31,4   | 45-59 ans    | 20,8   |
| 16,9   | 30-44 ans    | 16,9   |
| 17,8   | 15-29 ans    | 17,7   |
| 16,1   | 0-14 ans     | 18,5   |

| Hommes | Classe d’âge | Femmes |
| ------ | ------------ | ------ |
| 0,5    | 90 ou +      | 1,4    |
| 5,5    | 75-89 ans    | 7,6    |
| 15,6   | 60-74 ans    | 16,3   |
| 20,8   | 45-59 ans    | 20     |
| 19,4   | 30-44 ans    | 19,4   |
| 17,6   | 15-29 ans    | 16,2   |
| 20,6   | 0-14 ans     | 19,1   |

## Culture locale et patrimoine

### Lieux et monuments

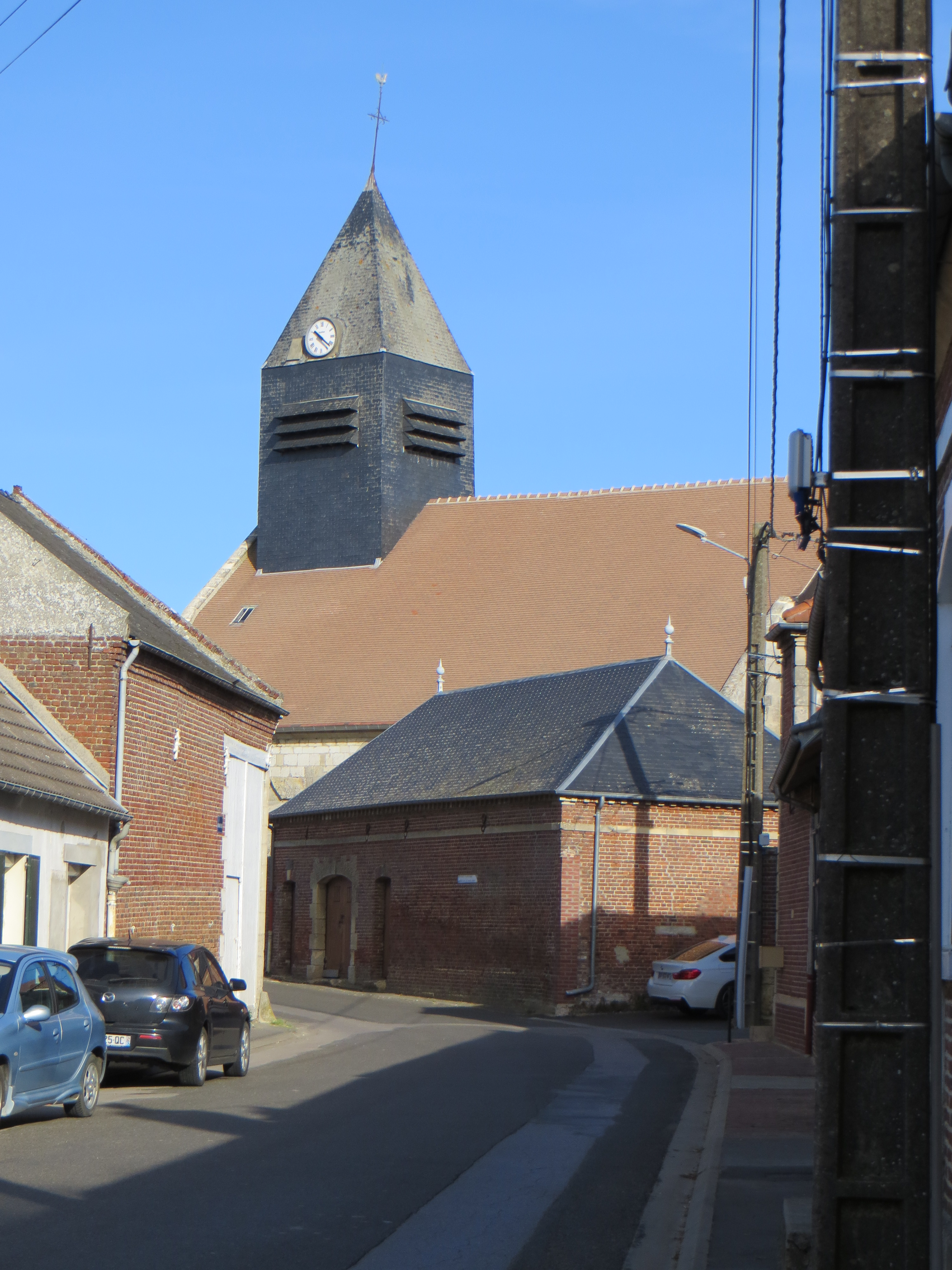
Église Saint-Martin - Cloche de l'église sonnant la demie : Fichier:Coivrel - Église Saint-Martin - 10h30.ogg

- Église Saint-Martin (XVIe siècle) : elle est consacrée le 27 juin 1523 par l'évêque de Riom. 
La nef est rectangulaire, de deux bas-côtés, est longue de quatre travées. Le chœur polygonal et sans transept. La façade occidentale est percée d'un portail mouluré dans le tympan duquel se trouve une sculpture en pierre du XVIe siècle représentant saint Martin partageant son manteau. Le portail est surmonté d'une rose polylobée. Le clocher carré en bois recouvert d'ardoise est ajouté au XVIIe siècle. 
On y trouve un bâton de procession ancien XVIIe siècle) et un bas-relief de saint Martin de 1671 en bois ainsi qu'un ensemble de 52 bancs classés monument historique (XVIIe et XIXe siècles)[23].
- Le Castelet : il s'agit des vestiges d'un fortin gallo-romain dont il ne reste qu'une butte de terre de 100 sur 90 mètres, située au nord du village.

### Personnalités liées à la commune
Sous l'Ancien Régime, la Seigneurie de Coivrel a été possédée par :
- Guy de Rouvroy, dont le fils, Mathieu le Borgne qui s'allie vers 1332 à la maison de Saint-Simon et possédait les terres du Plessier-sur-Saint-Just et de Coudun ;
- Mathieu II, petit-fils du précédent et surnommé le Borgne comme son père et son aïeul, est tué en 1415 à la Bataille d'Azincourt. Il avait vendu Coivrel et Le Plessier-sur-Saint-Just à Arnaud de Corbien chancelier de France.